# Meteorologiåret 1942

## Händelser

### Januari
- 25 januari
  - I Bod i länet Brașov i Rumänien uppmäts temperaturen −38,5 °C (−37,3 °F), vilket blir Rumäniens lägst uppmätta temperatur någonsin [1].
  - Temperaturen i södra Sverige sjunker till mellan −25 och −30 °C medan det blåser 15–20 meter per sekund [2].
- 26 januari
  - Med −34,0 °C i Sjöholmen, Sverige uppmäts köldrekord för Skåne [3].
  - Med −32 °C i Marielund, Sverige uppmäts köldrekord för Blekinge [4].
- 26 januari–27 januari – I Sverige uppmäts temperaturen −38,0 °C vid Ogestad, Lessebo och Oskarshamn [5].
- 27 januari – I Winterswijk, Nederländerna uppmäts temperaturen −27,4 °C (−17,3 °F), vilket blir Nederländernas lägst uppmätta temperatur någonsin.[6]

### Februari
- 8 februari – I Brande, Danmark uppmäts temperaturen −29,0 °C, vilket blir Danmarks lägst uppmätta temperatur för månaden [7].
- 26 februari – Köldrekord slås i hela Sverige, −35 grader i Skåne, vilket anses som 1900-talets kallaste dag i Sverige. Dessutom är temperaturen i bostäder och på arbetsplatser låg på grund av kolbristen [8]. Gotland isoleras på grund av inställd färjetrafik och Sverige upplever 1942 sin tredje exceptionellt kall vinter i rad [9].
- 27 februari – Med −29,2 °C i Ekerum uppmäts köldrekord för den svenska ön Öland [10].

### Mars
- 16 mars – Två tornados, med 24 minuters mellan dem, drabbar Baldwyn i Mississippi, USA [11].
- 20 mars – 100 centimeter snö uppmäts i Sankt Olof, Sverige vilket innebär snödjupsrekord för Skåne [3].

### Maj
- Maj
  - Ett bälte med drivis observeras i mitten av maj utanför Malmö.

### Juni
- 9 juni – I Tirat Tsvi, Palestina uppmäts temperaturen + 53,9 °C (129 °F) vilket blir Asiens högst uppmätta temperatur någonsin [12].

### September
- 11 september – Åskväder, med en hastighet på 70 mph, i Minnesota, USA förstör 651 ladugårdar [13].

### Oktober
- 31 oktober – I Šihččajávri, Norge noteras norskt köldrekord för månaden med −34,7 °C [14].

### Okänt datum
- Meteorologisk institutt i Norge tillsätter Inger Bruun på Vestlandet som Norges första kvinnliga meteorolog [15].

## Födda
- Okänt datum – Robert H. Johns, amerikansk meteorolog.
- Okänt datum – Thomas P. Grazulis, amerikansk meteorolog.

## Avlidna
- 3 december – Arthur Berson, tysk meteorolog.
- 24 juli – Filip Åkerblom, svensk meteorolog.

### Fotnoter
1. ↑  infoTURIST (25 januari 1942). ”Romania”. Infoturist.ro. Arkiverad från originalet den 7 mars 2015. https://web.archive.org/web/20150307033915/http://www.infoturist.ro/romania.html. Läst 20 augusti 2010.
2. ↑  Sverige 1900-talet – Varmare men från ett kallt utgångsläge, NE, Bra Böcker, 2000
3. 1 2  SMHI
4. ↑  ”SMHI”. Arkiverad från originalet den 8 september 2010. https://web.archive.org/web/20100908215559/http://www.smhi.se/kunskapsbanken/meteorologi/blekinges-klimat-1.4831. Läst 4 februari 2011.
5. ↑  SMHI
6. ↑  bloem, Jordi (2 mars 2012). ”Winter van 1942” (på holländska). isgeschiedenis.nl. Arkiverad från originalet den 16 juli 2014. https://web.archive.org/web/20140716094206/http://www.isgeschiedenis.nl/archiefstukken/winter_van_1942/. Läst 16 juli 2014.
7. ↑  Vejrekstremer i Danmark Arkiverad 19 januari 2013 hämtat från the Wayback Machine. DMI
8. ↑  Hundra år i Sverige, Hans Dahlberg, Albert Bonniers, 1999
9. ↑  Sverige 1900-talet, NE, Bra Böcker, 2000
10. ↑  SMHI[död länk]
11. ↑  ”Arkiverade kopian”. Arkiverad från originalet den 11 juni 2014. https://web.archive.org/web/20140611100013/http://climate.umn.edu/pdf/day_in_weather_history/march_wx_history.pdf. Läst 26 januari 2015.
12. ↑  ”Asia: Highest Temperature”. ASU World Meteorological Organization. 21 juni 1942. Arkiverad från originalet den 2 januari 2011. https://web.archive.org/web/20110102185110/http://wmo.asu.edu/asia-highest-temperature. Läst 28 januari 2011.
13. ↑  ”Arkiverade kopian”. Arkiverad från originalet den 26 juli 2010. https://web.archive.org/web/20100726102501/http://www.climate.umn.edu/pdf/day_in_weather_history/september_wx_history.pdf. Läst 16 februari 2011.
14. ↑  ”MET”. Arkiverad från originalet den 15 december 2010. https://web.archive.org/web/20101215194451/http://met.no/?module=Articles;action=Article.publicShow;ID=7494. Läst 6 februari 2011.
15. ↑  MET Arkiverad 15 december 2010 hämtat från the Wayback Machine.